# Strongylosoma paraguayense
Strongylosoma paraguayense är en mångfotingart som beskrevs av Filippo Silvestri 1895. Strongylosoma paraguayense ingår i släktet Strongylosoma och familjen orangeridubbelfotingar. Inga underarter finns listade i Catalogue of Life.